# Blaue Division
Die Blaue Division (spanisch División Azul), offiziell División Española de Voluntarios („Spanische Freiwilligendivision“), war ein aus spanischen Freiwilligen der deutschen Wehrmacht gebildeter Großverband, offiziell als 250. Infanterie-Division geführt. Der Verband nahm von 1941 bis 1943 am Krieg gegen die Sowjetunion teil.

## Geschichte

### Entstehung
Nach dem deutschen Angriff auf die Sowjetunion am 22. Juni 1941 kam es in Spanien zu großen Kundgebungen unter dem Motto: „Russland ist schuld!“ (gemeint war der Spanische Bürgerkrieg). Inwiefern diese Kundgebungen spontan stattfanden oder von interessierten Kreisen initiiert wurden, lässt sich heute nicht mit Sicherheit sagen. Fest steht, dass die Regierung die Begeisterung vor allem junger Falangisten nutzte, um noch am selben Tag an den deutschen Gesandten mit dem Angebot von Freiwilligenverbänden für den „Kampf gegen den Kommunismus“ heranzutreten. Nach kurzen Verhandlungen wurde beschlossen, eine Infanteriedivision aus Freiwilligen zu entsenden, die aus Kadern der Armee und Freiwilligen aus ganz Spanien bestehen sollte. Diese División Española de Voluntarios bestand aus vier Infanterieregimentern (benannt nach ihren Kommandeuren Pimentel, Vierna, Esparza und Rodrigo) und einem Artillerie-Regiment und besaß eine Stärke von 640 Offizieren, 2272 Unteroffizieren und 14.780 Mannschaften. Gegenüber der Presse wurde der freiwillige Charakter der Einheit betont, tatsächlich aber waren alle wichtigen Positionen mit Armeeangehörigen besetzt, die regelmäßig ausgetauscht wurden. Neben antikommunistischen Motiven spielte vor allem bei den Offizieren die Verbesserung ihrer Karrierechancen eine wichtige Rolle für die freiwillige Meldung, so zählte z. B. die Dienstzeit in der Sowjetunion doppelt.

### Aufstellung
Am 24. Juni 1941 wurde die „Blaue Division“ als „Kampftruppe gegen den Bolschewismus“ unter dem Kommando von General Agustín Muñoz Grandes (im Range eines Generalleutnants der Wehrmacht), mit 17.909 Mann ins Deutsche Reich zur Grundausbildung auf den Truppenübungsplatz Grafenwöhr in die Oberpfalz verlegt. Auf Intervention von Muñoz Grandes wurde die Dauer der Ausbildung von drei Monaten auf nur fünf Wochen verkürzt. In Grafenwöhr wurde sie in die 250. Infanterie-Division (spanische) der Wehrmacht umgewandelt und am 31. Juli 1941 auf Adolf Hitler für den Kampf gegen den Kommunismus vereidigt.
Die Division verfügte über drei Infanterie-Regimenter (262. (ursprünglich Pimentel), 263. (Vierna) und 269. (Esparza)), ein Artillerie-Regiment (250), eine Panzerjäger-Abteilung, eine Aufklärungsabteilung, ein Pionier-Bataillon und weitere Divisionstruppen. Bei der Umgliederung der Division von vier auf drei Regimenter wurde ein Regimentskommandeur frei, für den die ansonsten auf Divisionsebene unübliche Stelle eines Stabschefs als stellvertretender Divisionskommandeur geschaffen wurde. Zusätzlich verfügte die Division über ein vorwiegend aus Veteranen und Fremdenlegionären gebildetes Reserve-Bataillon, das als Divisionsreserve diente. Ursprünglich war vorgesehen, die Division zu motorisieren, aber da unklar war, wer dafür zuständig sein sollte, Spanien oder Deutschland, wurde die Division mit Pferden aus Serbien ausgestattet. Da diese Pferde nicht den Anforderungen entsprachen und in der kurzen Ausbildung nicht genügend auf Pferdepflege und -handhabung eingegangen worden war, starben viele Tiere während des mehr als 1000 Kilometer langen Marsches durch die UdSSR.
Als deutsche Einheit trugen die Angehörigen der Division die Uniform der Wehrmacht, jedoch mit einem Ärmelschild in den spanischen Farben, Rot und Gold, sowie der Aufschrift „España“. Benannt wurde die Blaue Division nach der Farbe der blauen Falangehemden, die anstelle der regulären Uniformhemden getragen wurden.
Als Militärpolizei innerhalb der Division wurden Abteilungen der Guardia Civil eingesetzt. Diese trugen ebenfalls Wehrmachtsuniformen und nahmen zeitweise auch an der Partisanenbekämpfung teil. Das Hauptquartier (Cuartel general) befand sich in Nowgorod, kleinere Abteilungen und Posten waren u. a. in Berlin, Königsberg, Reval und Pskow stationiert.

### Einsatz

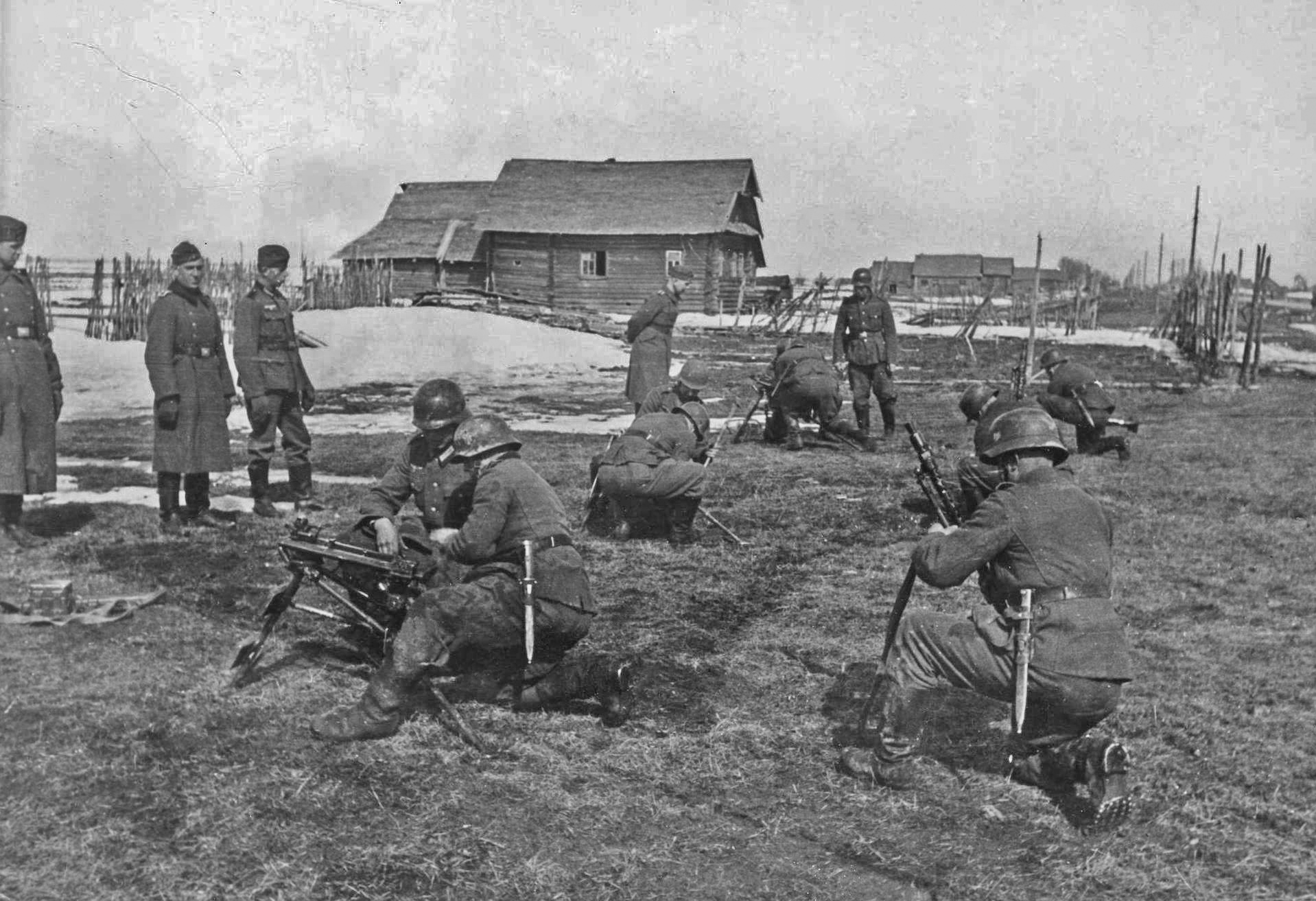
Ausbildung am schweren Maschinengewehr an der Ostfront 1942

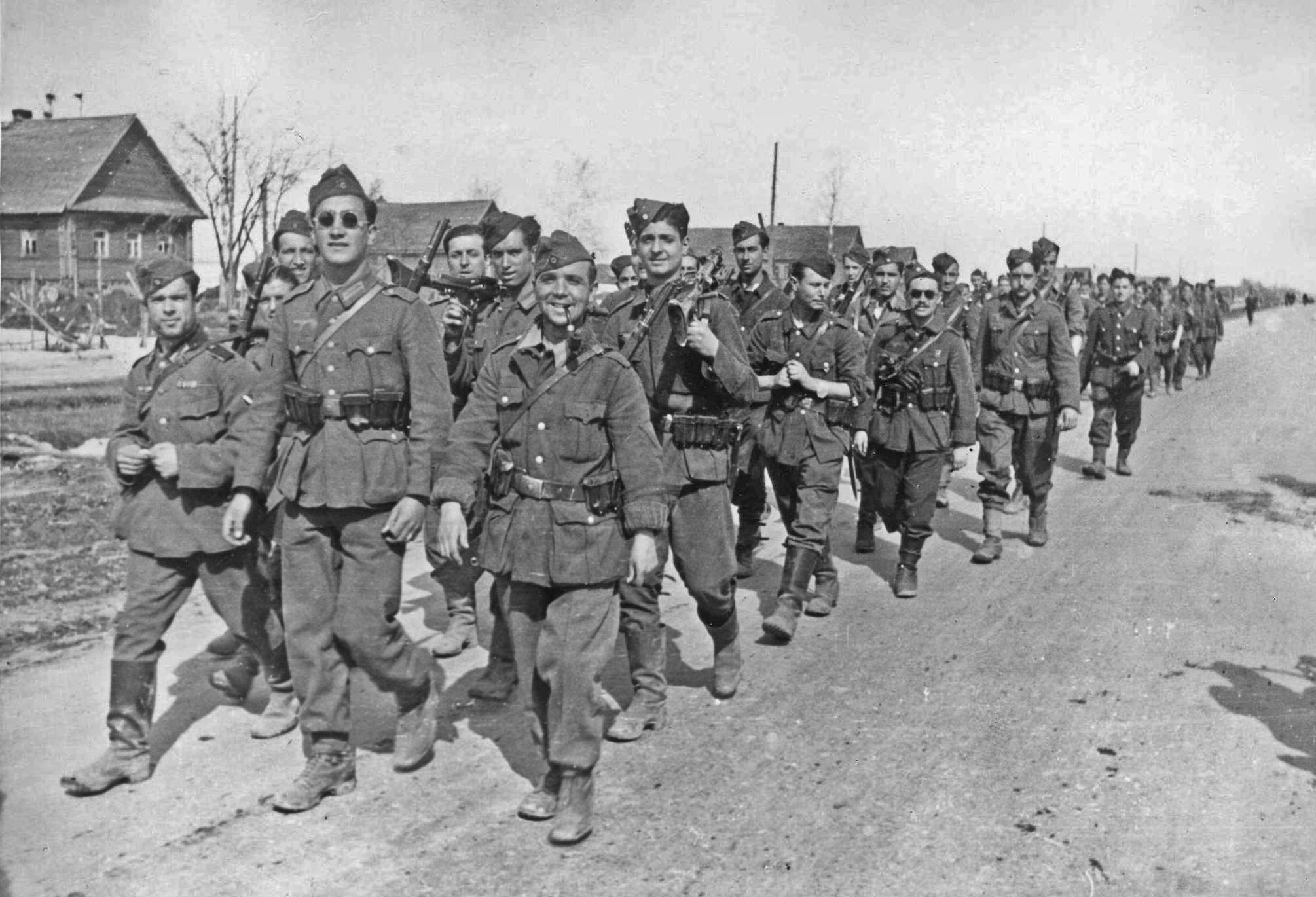
Einheit auf dem Marsch zur Front 1942

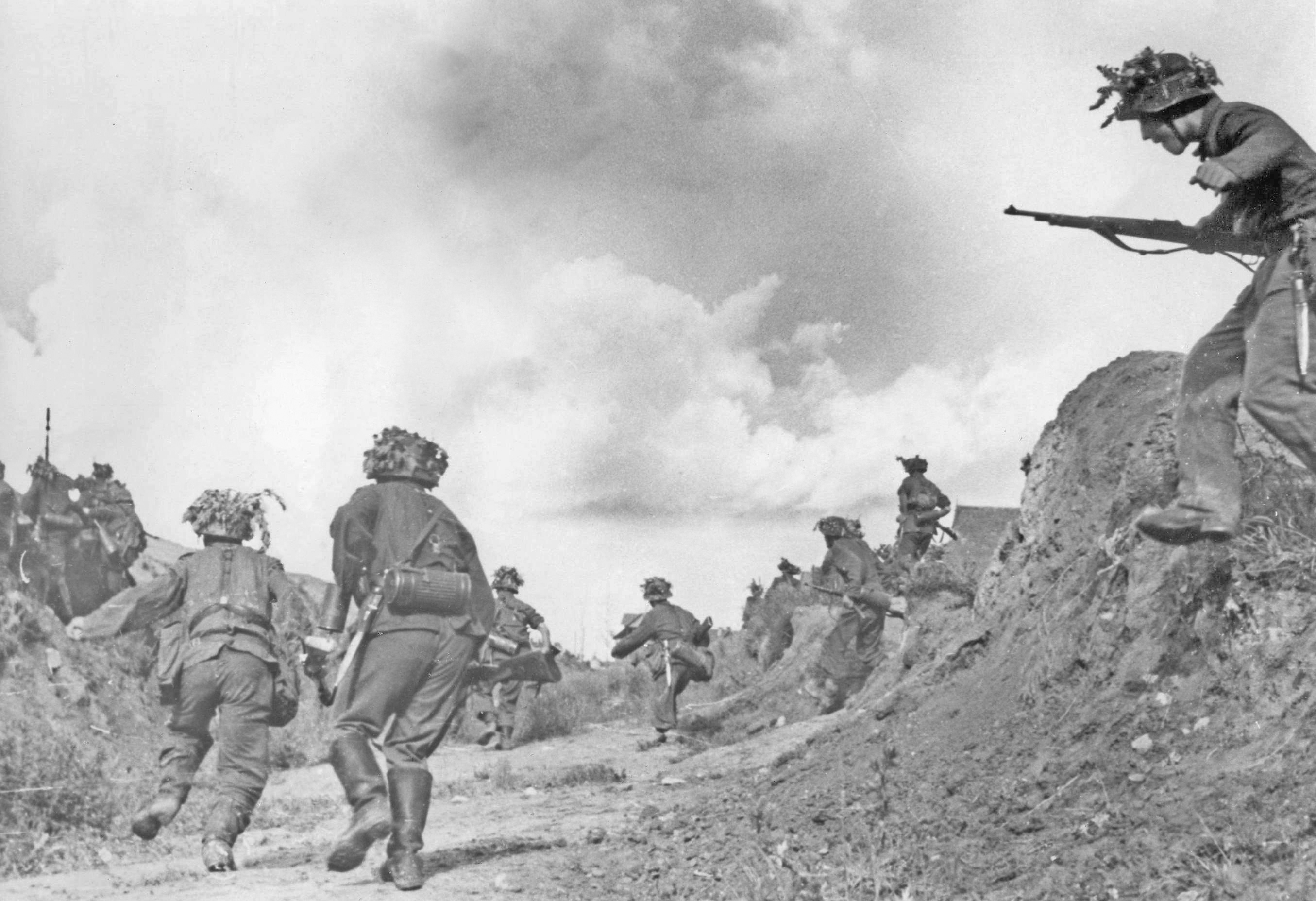
Einsatz an der Front 1943

Nach dem Ende der Grundausbildung in Grafenwöhr am 20. August 1941 wurde die Division in die Sowjetunion in Marsch gesetzt. Ursprünglich war sie für die Heeresgruppe Mitte bestimmt, doch während des Marsches nach Smolensk wurde sie am 26. September 1941 der Heeresgruppe Nord unterstellt und nach Witebsk umgeleitet. Im Rahmen der 16. Armee wurde sie zur Sicherung der Leningrader Blockade entlang des Wolchow nördlich des Ilmensees eingesetzt. Da die deutsche Führung den Kampfwert der Division für gering hielt, nicht zuletzt wegen des „unsoldatischen Auftretens“ ihrer Angehörigen, wurde ihr keine große Beachtung geschenkt. Als die Spanier jedoch ihren Frontabschnitt gegen heftige Angriffe der Roten Armee verteidigten, wuchs die Anerkennung der Division genauso wie ihre Verluste.
Im Sommer des darauffolgenden Jahres wurde die Division von der 16. an die 18. Armee abgegeben und an die Front vor Leningrad verlegt, wo sie bis Oktober 1943 im Einsatz blieb. Dort besetzte sie zeitweise das alte Zarenschloss Zarskoje Selo. Im Dezember 1942 übernahm General Emilio Esteban-Infantes (im Range eines Generalleutnants der Wehrmacht) das Kommando über die Division.

### Auflösung
Auf starken außenpolitischen Druck hin beorderte Franco die Division 1943 zurück nach Spanien. Am 20. Oktober 1943 wurde sie offiziell aufgelöst. Zahlreiche Freiwillige blieben jedoch zurück und bildeten zunächst eine „Spanische Legion“ (Legión Española de Voluntarios) von bis zu 3000 Mann Stärke, die noch bis 1944 an der Ostfront weiterkämpfte. Aus den schließlich noch verbliebenen Spaniern wurden ab Juni 1944 auf dem Truppenübungsplatz Stablack zwei Freiwilligen-Kompanien (101 und 102) der Waffen-SS aufgestellt. Beide Kompanien kämpften im Frühjahr 1945 bei der Verteidigung von Berlin gegen die Rote Armee. Beim Versuch, diese in La Plaine bei Genf internierten Soldaten zurückzuführen, starben mehrere am 17. Juni 1945 durch Demonstranten in Chambéry. Der Zug kehrte nach Genf zurück.
Die Gründe für die Auflösung der Division sind vor allem in der veränderten Kriegslage nach der Landung der Alliierten in Nordafrika und Sizilien zu sehen, die eine direkte Bedrohung Spaniens implizierten. Aber auch die innenpolitische Lage hatte sich verändert, nachdem der deutschenfreundliche Außenminister Ramón Serrano Súñer 1942 durch den eher anglophil eingestellten Francisco Gómez-Jordana Sousa abgelöst worden war.
Sämtliche Soldaten, die für die 250. Infanteriedivision gekämpft hatten, bekamen die Erinnerungsmedaille für die spanischen Freiwilligen im Kampf gegen den Bolschewismus (in Spanien unter dem Namen Medalla de los Voluntarios Españoles oder Medalla de la División Azul bekannt) vom Deutschen Reich und von Spanien die Medaille des Russlandfeldzuges (spanisch Medalla de la Campaña de Rusia).

## Gliederung
- Infanterie-Regiment 262 (span.)
- Infanterie-Regiment 263 (span.)
- Infanterie-Regiment 269 (span.)
- Artillerie-Regiment 250 (span.)
- Weitere
  - Panzerjäger-Abteilung 250 (span.)
  - Aufklärungs-Abteilung 250 (span.)
  - Pionier-Bataillon 250 (span.)
  - Reserve-Bataillon 250 (span.)
  - Infanterie-Divisions-Nachschubführer 250 (span.)
  - Weitere Divisionseinheiten 250

## Kommandeure
- Generalmajor Agustín Muñoz Grandes, Juli 1941
- Generalleutnant Emilio Esteban Infantes y Martín, Dezember 1942

## Bilanz

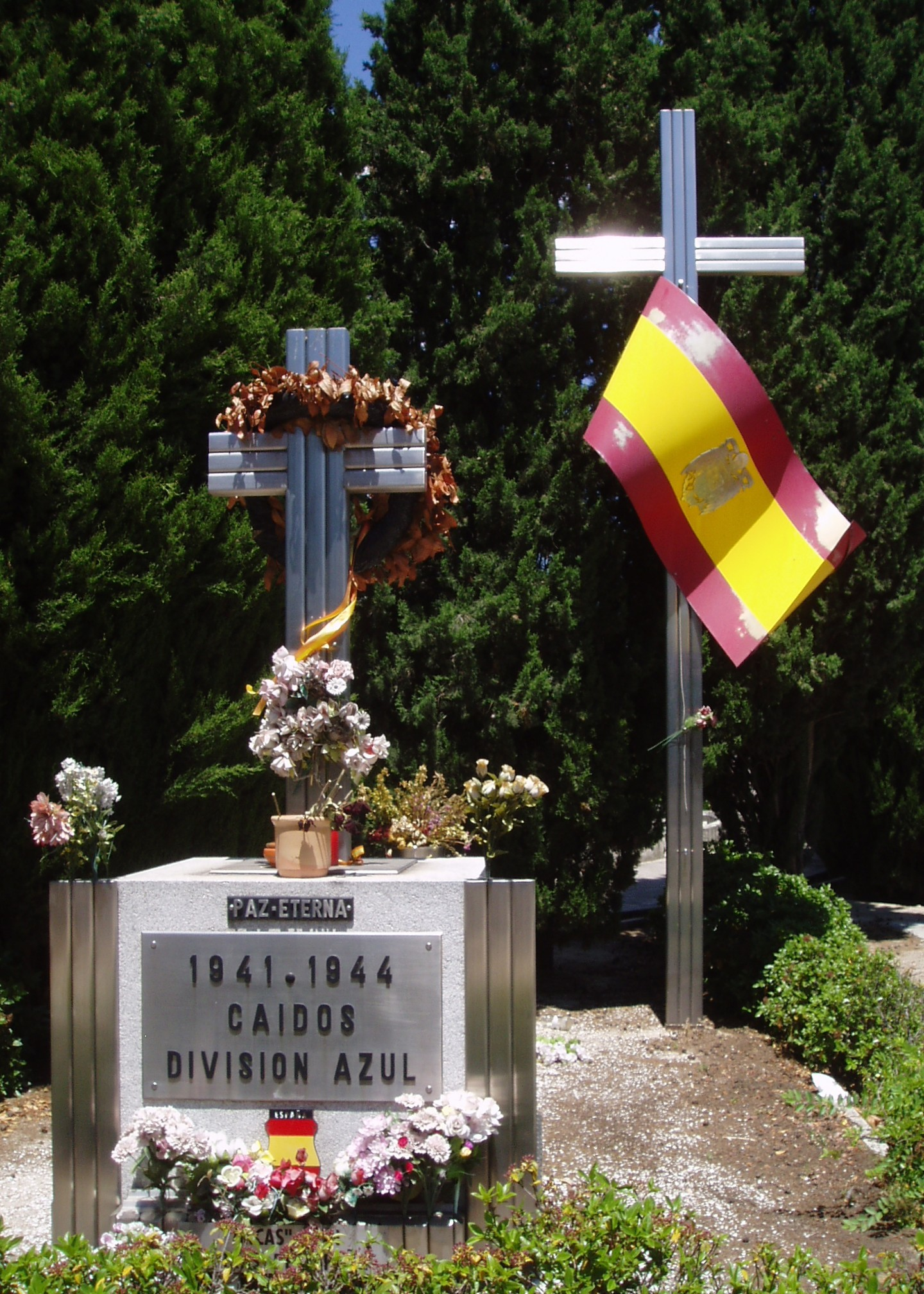
Denkmal für Gefallene der Division auf dem Friedhof de la Almudena in Madrid

Ein quartalsweise vorgenommener Ablösungsturnus ermöglichte es, dass während des zweieinhalbjährigen Einsatzes insgesamt 47.000 spanische Soldaten bei der Blauen Division dienten und „Ostfronterfahrung“ sammeln konnten. Zwischen 3500 und 4500 von ihnen fanden dabei den Tod, mehr als 8000 wurden verwundet. Von den 321 in sowjetische Kriegsgefangenschaft geratenen Freiwilligen kehrten 286 Überlebende im Jahr 1954 unter großer öffentlicher Anteilnahme nach Spanien zurück.

### Versorgungszahlungen
Eine Kleine Anfrage von Andrej Hunko und anderer Abgeordneter der Linksfraktion im Bundestag an die Bundesregierung hat im November 2015 ergeben, dass Deutschland Versorgungszahlungen an ehemalige Mitglieder der Blauen Division und deren Angehörige leistet. Zum Zeitpunkt der Fragestellung beliefen sich diese Zahlungen auf jährlich 107.352 Euro an 50 Personen: monatlich insgesamt 5.390 Euro an 41 Beschädigte, monatlich insgesamt 3.336 Euro an acht Witwen und 220 Euro je Monat an eine gebrechliche Waise. Grundlage dieser Zahlungen ist der zwischen Spanien und Deutschland geschlossene „Vertrag vom 29. Mai 1962 zwischen der Bundesrepublik Deutschland und dem Spanischen Staat über Kriegsopferversorgung“.

### Gedenken

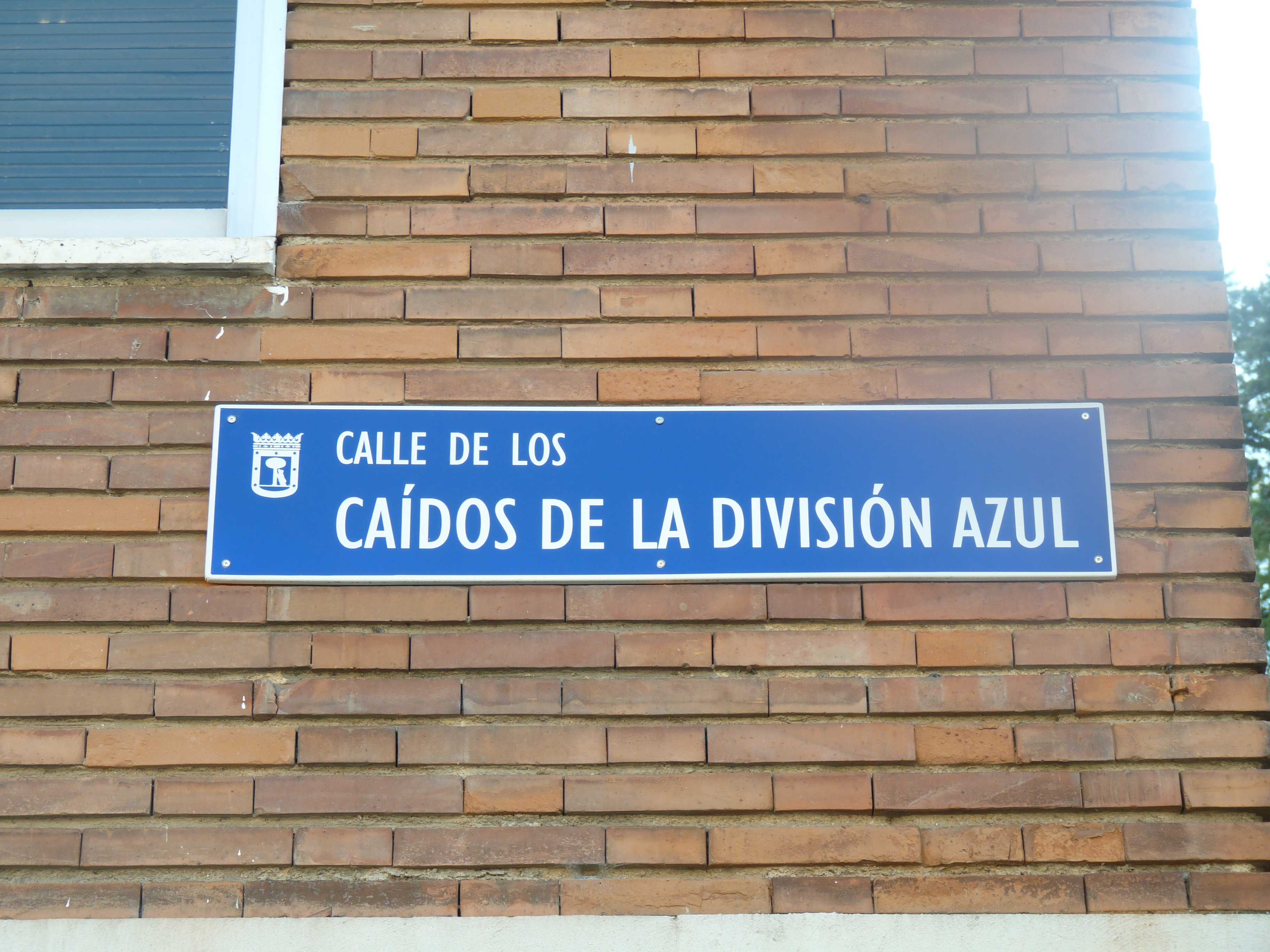
Straßenschild

In Madrid gibt es eine Calle de los Caídos de la División Azul (zu deutsch „Straße der Gefallenen der Blauen Division“).

### Historiographie
Dank ihrer einzigartigen Stellung als Division eines ansonsten neutralen Staates in den Diensten eines fremden Staates ist die Blaue Division der von Historikern meistbehandelte Großverband seiner Art des gesamten Zweiten Weltkriegs.